# Harmanec, Banská Bystrica
Harmanec este o comună slovacă, aflată în districtul Banská Bystrica din regiunea Banská Bystrica. Localitatea se află la altitudinea de 446 m deasupra n.m., se întinde pe o suprafață de 7,76 km2 și în 2017 număra 864 de locuitori.

## Istoric
Localitatea Harmanec este atestată documentar din 1540.

## Demografie
| An:                | 1994 | 2004   | 2014   | 2024   |
| ------------------ | ---- | ------ | ------ | ------ |
| Număr de persoane: | 944  | 918    | 869    | 827    |
| Diferență:         |      | −2,75% | −5,33% | −4,83% |

| An:                | 2023 | 2024   |
| ------------------ | ---- | ------ |
| Număr de persoane: | 840  | 827    |
| Diferență:         |      | −1,54% |